# 900 Mahler
900 Mahler is een woontoren aan de Gustav Mahlerlaan in de Amsterdamse wijk Zuidas. Het gebouw is ontworpen door de Inbo Architecten, en maakt deel uit van deelgebied cluster IV van het Gershwin-complex.
De architectuur van het gebouw is geïnspireerd op New Yorkse bouwstijlen. Zo zijn er in het ontwerp donkere gemêleerde bakstenen gevels (referend naar brownstone-architectuur), een luifel met verlichting geïnspireerd op een Broadwaytheater, uitwendige brandtrap aan de gevel en klassieke terugspringende torenbekroning te vinden. De bouwwerkzaamheden gingen in 2013 van start gegaan en de oplevering vond plaats in 2016.
De bovenste verdieping beschikt over een 18 meter lang privézwembad, dat de twee torentjes in de bekroning met elkaar verbindt. Op de begane grond bevinden zich aan de Gustav Mahlerlaan en George Gershwinlaan enkele bedrijfsruimten waar onder andere een sportschool huist. Aan de zijde van de Benjamin Brittenstraat bevindt zich een entree naar de ondergrondse privéparkeergarage van 900 Mahler en naastgelegen 1000 Mahler. Tussen 900 Mahler en 1000 Mahler, die als project tegelijktijdig werden ontwikkeld, ligt een autovrij openbaar toegankelijk pleintje. 

## Galerij

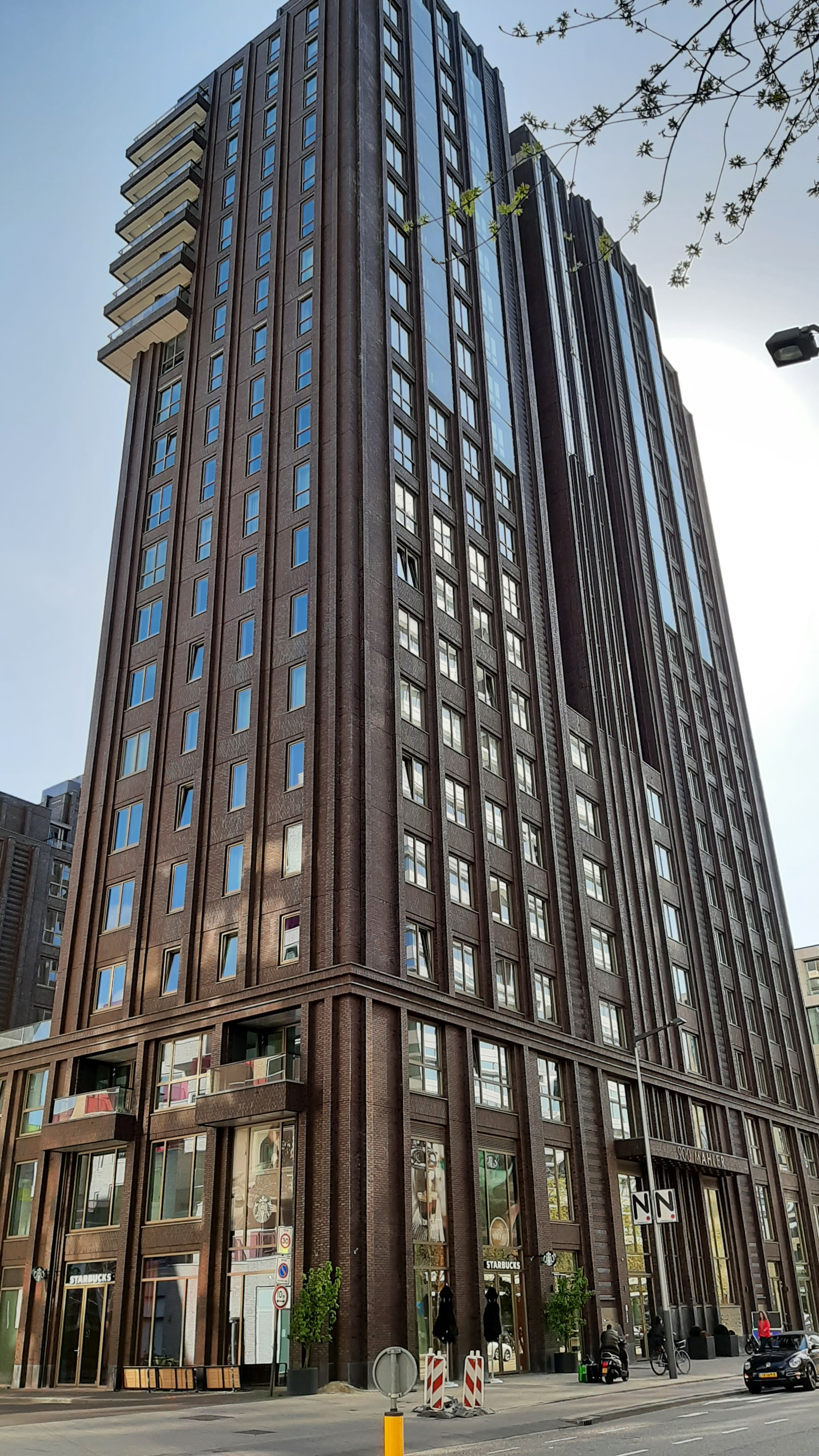
Aanzicht vanaf de Gustav Mahlerlaan
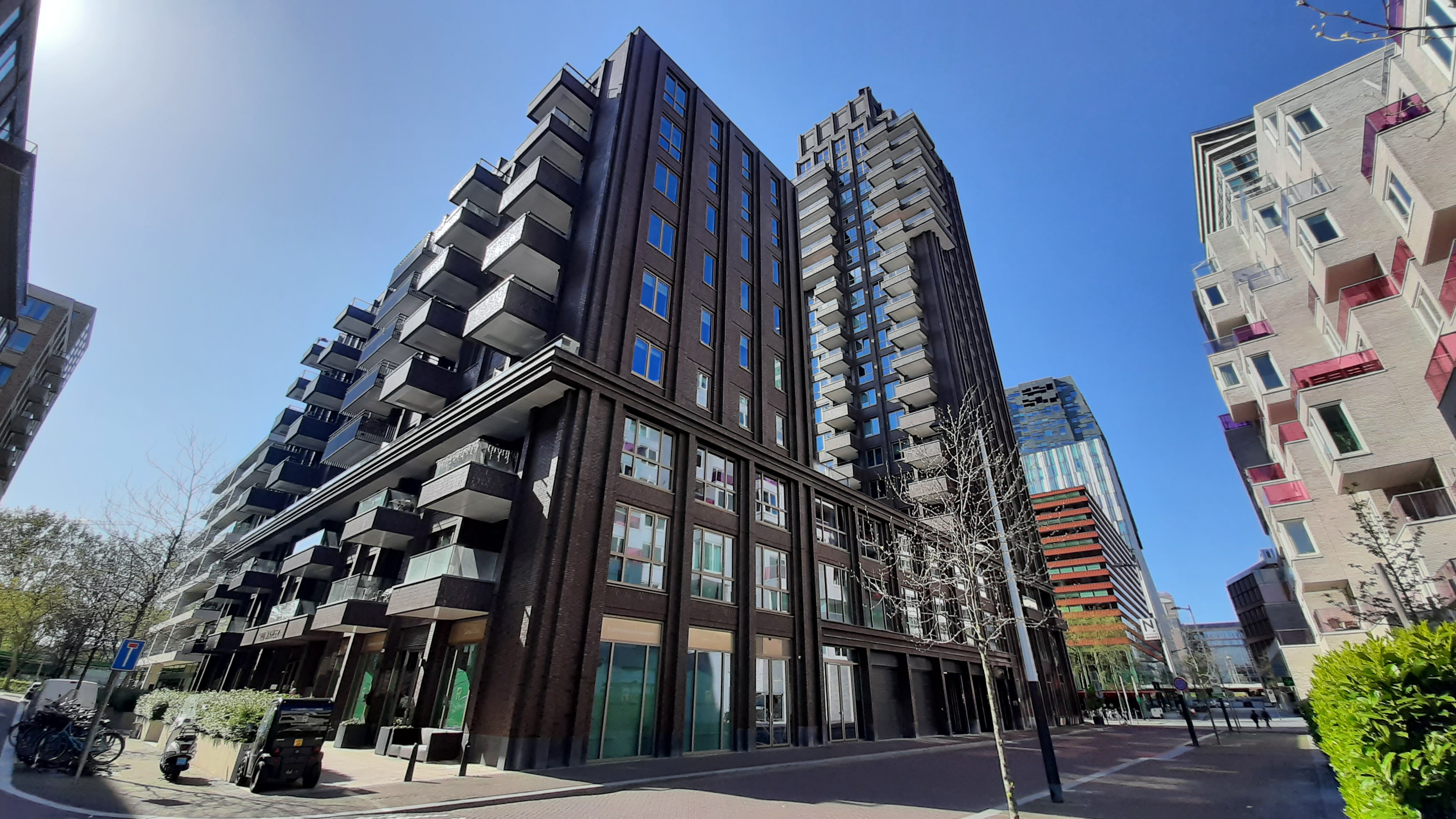
Het gebouw gezien vanaf de kruising George Gershwinlaan-Benjamin Brittenstraat
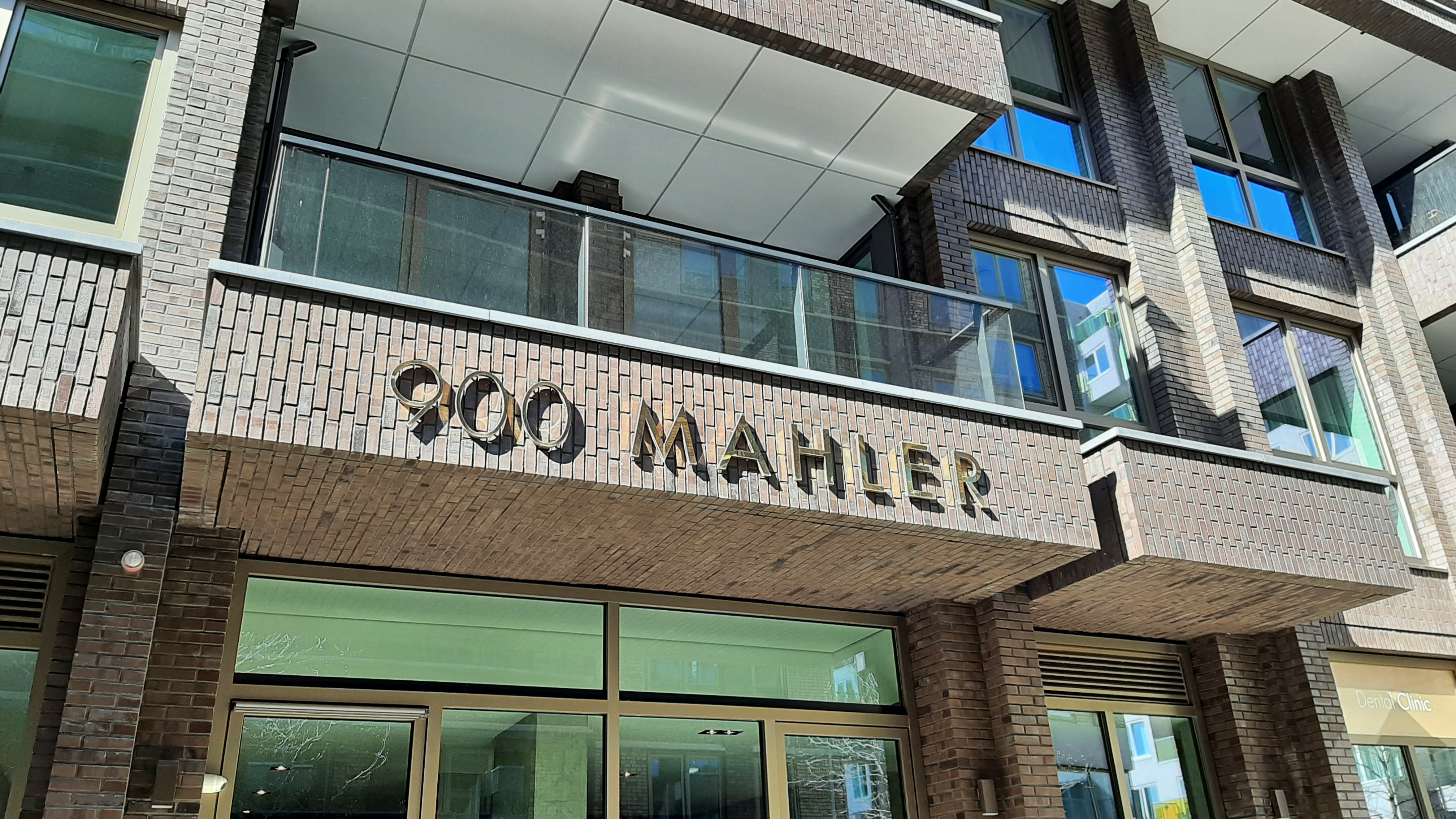
Belettering aan de entree aan de George Gershwinlaan
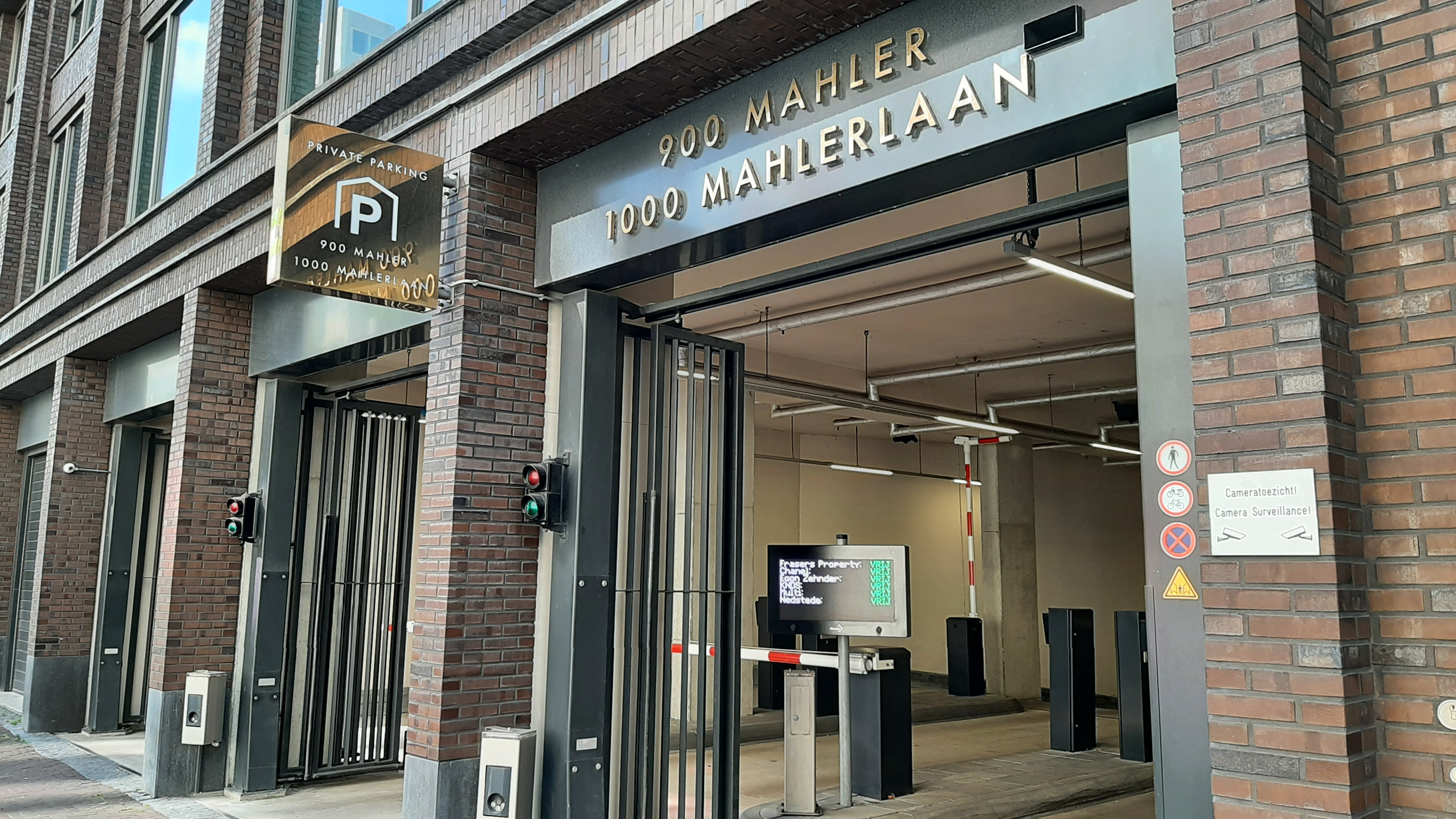
Entree parkeergarage
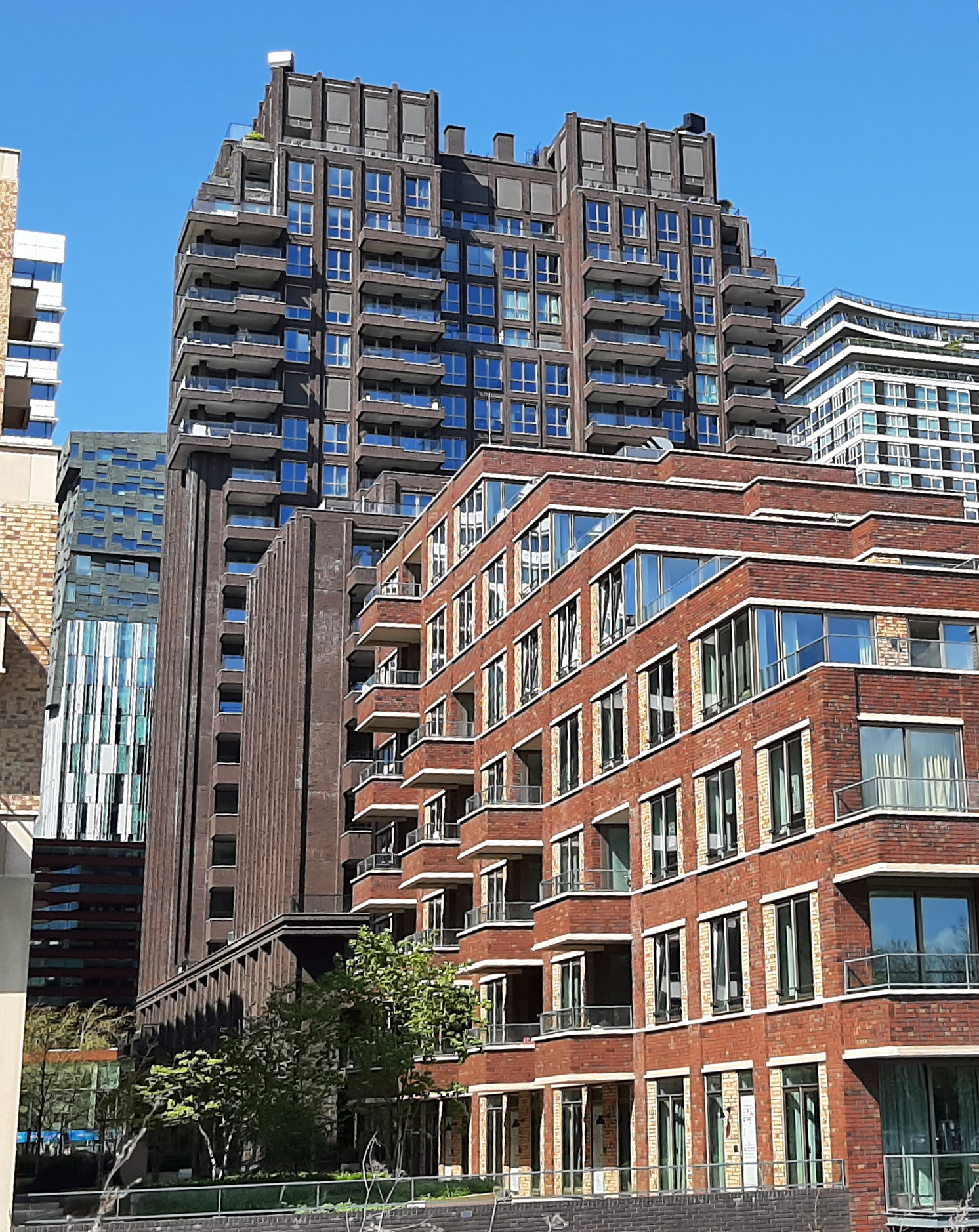
Het gebouw gezien vanaf de De Boelelaan